# Волошки (Рівненський район)
Воло́шки — село в Україні, у Рівненському районі Рівненської області. Населення становить 215 осіб.

## Персоналії

### Народились
- Александровський Михайло Костянтинович (справжнє ім'я Федір Лазаревич Юкельзон, 1898—1937) — діяч радянських спецслужб, старший майор держбезпеки (1935).